# 부조리극
부조리극(不條理劇, 프랑스어: théâtre de l'absurde 테아트르 드 랍시르드[teɑtʁ(ə) də lapsyʁd][*])은 제2차 세계대전 이후인 1950년대 말, 주로 유럽의 극작가들에 의해 시도된 부조리물, 그리고 그것을 상연한 연극들이다. 부조리극은 실존주의에 크게 의존하고 있으며, 인간의 존재가 아무 의미도 목적도 없고 모든 소통이 붕괴할 때 일어나는 모습을 표현한다.